# Zaszczytowo
Zaszczytowo (poszczególne części: niem. Saratoga, Anapolis, Havannah, Savannah) – wieś w Polsce położona w województwie lubuskim, w powiecie sulęcińskim, w gminie Krzeszyce.

## Historia

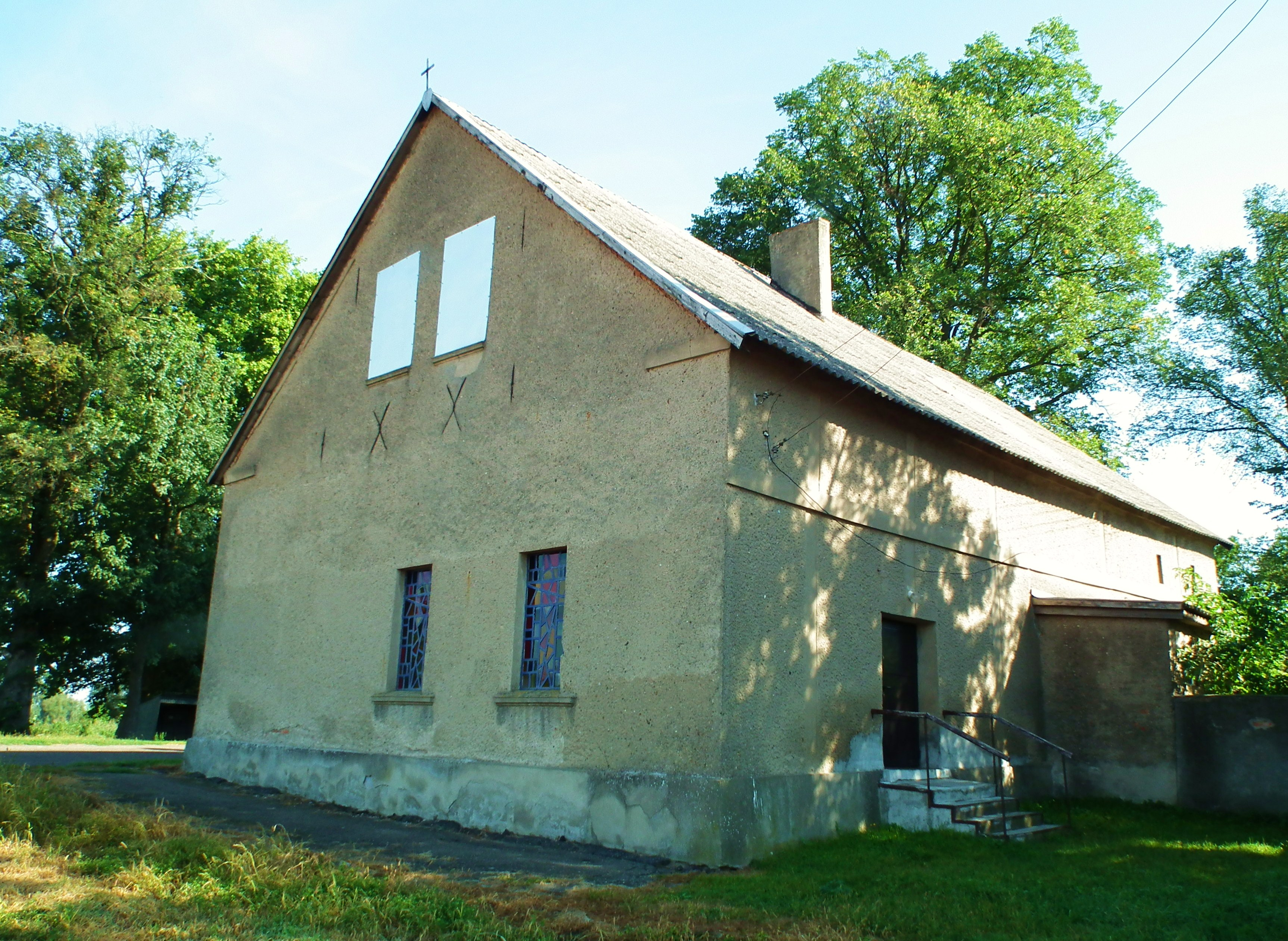
Kaplica MB Nieustającej Pomocy

Miejscowość założona została w okresie Królestwa Prus na przełomie lat 1788/1789 jako kolonia na osuszonych błotach nadwarciańskich. Nazwa miała upamiętniać bitwę pod Saratogą z 1777. Pierwotnie osadzono tu 25 rodzin, na 30 morgach każdą. Osada posiadała także przysiółek o nazwie Savannah, nawiązującej do kolejnej bitwy w amerykańskiej wojny o niepodległość. W okolicy istniały również inne nazwy związane z ziemią amerykańską, jak Maryland, Pennsylvanien czy Philadelphia.
W wyniku II wojny światowej wieś została włączona do Polski i otrzymała nazwę Zaszczytowo. 
W latach 1975–1998 miejscowość administracyjnie należała do województwa gorzowskiego.

## Obiekty
Na terenie wsi znajduje się kaplica Matki Bożej Nieustającej Pomocy należąca do parafii w Krzeszycach oraz pozostałości cmentarza ewangelickiego z resztkami nagrobków.